# Kirsten Strange-Campbell
Kirsten Strange-Campbell (ur. 14 lipca 1944 we Frederiksbergu) – duńska pływaczka, trzykrotna olimpijka.
Startowała na Letnich Igrzyskach Olimpijskich 1964 w Tokio, Letnich Igrzyskach Olimpijskich 1968 w Meksyku i Letnich Igrzyskach Olimpijskich 1972 w Monachium. Startowała łącznie w ośmiu poszczególnych konkurencjach, lecz ani razu nie udało się jej awansować do finału.